# Banana Yoshimoto

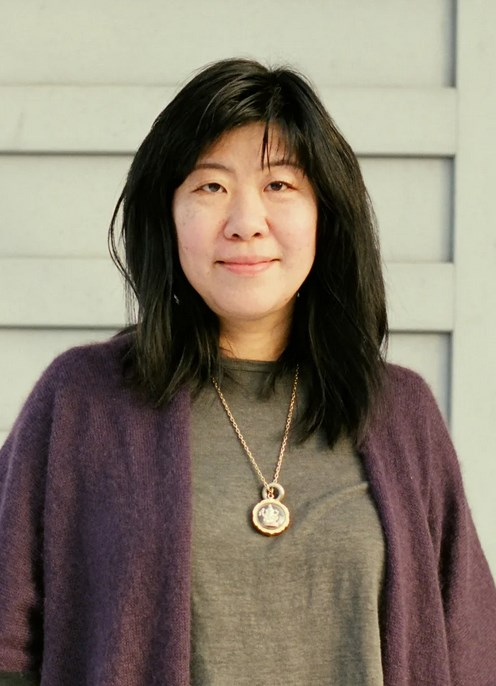
Banana Yoshimoto (2022)

Banana Yoshimoto (japanisch よしもと ばなな Yoshimoto Banana, * 24. Juli 1964 in Tokio als Mahoko Yoshimoto, 吉本 真秀子 Yoshimoto Mahoko) ist eine japanische Schriftstellerin.

## Leben und Wirken
Sie ist die Tochter von Takaaki Yoshimoto (auch bekannt als Ryūmei), einem einflussreichen Denker der japanischen Neuen Linken, Dichter und Literaturkritiker, und von Kazuko Yoshimoto, einer Haikudichterin. Inspiriert durch ihre ältere Schwester Yoiko Haruno, eine erfolgreiche Mangaka, suchte Yoshimoto etwas, das ihr selbst Spaß machte, und fing mit etwa fünf Jahren an zu schreiben. Während sie die Oberschule besuchte, zog sie mit ihrem Freund zusammen und studierte schließlich an der Nihon Daigaku japanische Literatur. Nach ihrer Ausbildungszeit befragt, antwortet sie in einem Interview: „I didn’t do much sports, just stayed up until late, writing novels. As a result I was dozing in class every day. In addition to that, booze came into my life at university. It’s almost like I went to university to learn how to drink. Still I have no regrets about those days (…) though I wish I had studied a bit harder then.“
Für ihre Abschlussarbeit, die Erzählung Moonlight Shadow, bekam sie 1986 den Dekanspreis der Universität (学部長賞). Nach ihrem Studium jobbte sie zunächst als Kellnerin im Restaurant eines Golfclubs in Tokio, wo sie während ihrer Arbeitspausen die Erzählung Kitchen verfasste. Für ihr erstes Werk Kitchen erhielt sie 1987 den 6. Kaien-Literaturpreis für Debütanten (海燕新人文学賞, Kaien Shinjin Bungakushō) und ein Jahr später den 16. Izumi-Kyōka-Literaturpreis der Stadt Kanazawa. Für Utagata und Sanctuary wurde ihr 1988 der 89. Künstlerpreis des Bildungsministers für Debütanten verliehen. Mit Tsugumi gewann sie 1989 den 2. Yamamoto Shūgorō Preis (山本周五郎賞), mit Amrita den 5. Murasaki-Shikibu-Literaturpreis. Furin to nanbei erhielt im Oktober 2000 den 10. Bunkamura Prix des Deux Magots.
Im Jahr 2000 heiratete sie Hiroyoshi Tahada, einen Komplementärmediziner, mit dem sie einen Sohn hat. Die Hochzeit kommentiert Yoshimoto auf ihrer Homepage in drei knappen Sätzen: „We were married in August 2000. We only had the wedding ceremony. I married him because I thought that I could get on well with him (…).“
Banana ist Yoshimotos Künstlername. Über die Gründe der Wahl dieses extravaganten Namens ist viel spekuliert worden. Manche Kritiker wollen darin eine Abgrenzung Yoshimotos zu der gewichtigen Rolle ihres Vaters sehen. Yoshimoto selbst hat derartige Spekulationen immer bestritten und gibt an, sie habe sich wegen der Schönheit der roten Blüten des Bijinsho (Red Banana Flower) für ihren Künstlernamen entschieden.  Ihr erstes Buch ›Kitchen‹ schrieb sie während ihres Studiums, sie jobbte nebenbei als Kellnerin in einem Café und verliebte sich dort in die Blüten der ›red banana flower‹.
Merkmale und wiederkehrende Motive in den Werken Bananas sind:
- Tod (insbesondere der Verlust dem Erzähler nahestehender Personen)
- Japanische Ich-Erzählung (Shishōsetsu 私小説)[8]
- Eine offene Darstellung nichtkonventioneller Sexualität
- Übernatürliche Phänomene (z. B. das Erleben desselben Traumes durch zwei Personen)
- Nähe zum Genre des Shōjo Manga

## Werke
- 1986 Moonlight Shadow (ムーンライト・シャドウ, Mūnraito shadou)
- 1988 Kitchen (キッチン)
  - dt. Kitchen. Übersetzt von Wolfgang E. Schlecht. Zürich, Diogenes 1992, ISBN 3-257-22700-0
- 1988 Utakata / Sanctuary (うたかた／サンクチュアリ, ~ sankuchuari)
- 1988 Kanashii yokan (哀しい予感)
- 1989 Tsugumi (つぐみ)
  - dt. Tsugumi. Übersetzt von Annelie Ortmanns. Zürich, Diogenes 1996, ISBN 3-257-06109-9
- 1989 Shirakawa Yofune (白河夜船)
  - dt. Dornröschenschlaf. Drei Erzählungen von der Nacht. Übersetzt von Annelie Ortmanns. Zürich, Diogenes, 2001, ISBN 3-257-23264-0
- 1990 N.P.
  - dt. N.P. Übersetzt von Annelie Ortmanns. Zürich, Diogenes 2001, ISBN 3-257-22790-6
- 1993 Tokage (とかげ)
  - dt. Eidechse. Erzählungen. Übersetzt von Anita Brockmann und Annelie Ortmanns. Zürich, Diogenes 2005, ISBN 3-257-06478-0
- 1994 Amurita (アムリタ)
  - dt. Amrita. Übersetzt von Annelie Ortmanns. Zürich, Diogenes 2000, ISBN 3-257-23329-9
- 1994 Hachikō no saigō no koibito (ハチ公の最後の恋人)
- 1994 Marika no nagai yoru / Bari yume nikki (マリカの永い夜／バリ夢日記)
- 1996 SLY sekai no tabi 2 (SLY 世界の旅2)
  - dt. Sly.[9] Übersetzt von Anita Brockmann. Zürich, Diogenes 2004, ISBN 3-257-06316-4
- 1999 Honeymoon (ハネムーン, hanemūn)
- 1999 Hādoboirudo hādorakku (ハードボイルド／ハードラック)
  - dt. Hard-boiled Hard Luck. Übersetzt von Annelie Ortmanns. Zürich, Diogenes 2005, ISBN 978-3-257-23482-4
- 2000 Furin to nanbei (不倫と南米)
  - darin: Yoshimoto Banana: A little Darkness. In: Michael Emmerich (Hrsg.): Parallel Text. Short stories in Japanese. 1. Auflage. Penguin Books, New York 2011, ISBN 978-0-14-311833-6, S. 7–34 (englisch: 小さな闇. Übersetzt von Michael Emmerich).
- 2000 Karada wa zenbu shitte iru (体は全部知っている)
  - dt. Mein Körper weiß alles: 13 Geschichten. Übersetzt von Annelie Ortmanns und Thomas Eggenberg. Zürich, Diogenes 2010, ISBN 3-257-06751-8
- 2000 Hinagiku no jinsei (ひな菊の人生)
- 2002 Niji (虹)
- 2002 Ōkoku sono 1: Andromeda Hights (王国　その1 アンドロメダ・ハイツ, Andoromeda haitsu)
- 2002 Aruzenchin Babaa (アルゼンチンババア)
- 2003 Hagoromo (ハゴロモ)
  - dt. Federkleid. Übersetzt von Thomas Eggenberg. Zürich, Diogenes 2008, ISBN 3-257-06579-5
- 2003 Dead end no omoide (デッドエンドの思い出, deddo endo ~)
- 2004 Ōkoku sono 2: itami, ushinawareta mono no kage, soshite mahō (王国　その2 痛み、失われたものの影、そして魔法)
- 2004 Umi no futa (海のふた)
- 2004 Hatsukoi (はつ恋)
- 2004 Nankuru nai (なんくるない), 2004
- 2005 Ōkoku sono 3: himitsu no hanazono (王国その3 ひみつの花園)
- 2005 Mizuumi (みずうみ)
  - dt. Der See. Übersetzt von Thomas Eggenberg. Zürich, Diogenes 2014, ISBN 978-3-257-06897-9
- 2006 Iruka (イルカ)
- 2008 Kanojo ni tsuite (彼女について)
  - dt. Ihre Nacht. Übersetzt von Thomas Eggenberg. Zürich, Diogenes 2012, ISBN 978-3-257-06816-0
- 2010 Moshi moshi Shimokitazawa (もしもし下北沢)
  - dt. Moshi Moshi. Übersetzt von Matthias Pfeiffer. Zürich, Diogenes 2015, ISBN 978-3-257-06931-0.
- 2010  Die Eichelschwestern (どんぐり姉妹)
- 2010 Ōkoku sono 4 (アナザー・ワールド　王国　その4)
- 2010  Zisch, zisch (ジュージュー)
- 2011 Sweet Hereafter (スウィート・ヒアアフター)
  - dt. Lebensgeister. Übersetzt von Thomas Eggenberg. Zürich, Diogenes 2016, ISBN 978-3-257-30042-0.
- 2013 Eine Nacht mit Saki und ihren Freunden (さきちゃんたちの夜)
- 2013 Der Hostessenbar-Fehltritt (スナックちどり)
- 2013  Sollen wir lieben? (僕たち、恋愛しようか?)
- 2013  Mach einen Mittagsschlaf auf einem Blumenbeet (花のベッドでひるねして)
- 2014 Vögel (鳥たち)
- 2015 Zirkusnacht (サーカスナイト)
- 2015 Funafuna Funabashi (ふなふな船橋)
- 2023 Mimi to Kodachi
  - dt. Ein seltsamer Ort. Übersetzt von Annelie Ortmanns. Zürich, Diogenes 2023, ISBN 978-3-257-07238-9

### Hörbuch
- Hard-boiled, Hard Luck. Erzählung über die Unvermeidlichkeit des Verlassens und die Kunst des Loslassens; Hörbuchfassung. Sprecherin: Regula Siegfried. Regie: Pierre Kocher ISBN 3-257-06396-2.
- Eine geheimnisvolle Erfahrung. Hörbuchfassung, Sprecherin: Franziska Pigulla, Audiobuch Verlag 2005, ISBN 3-89964-151-5.
- Starke Stimmen. Jessica Schwarz liest Kitchen. Regie: Sabine Buß. Köln, Random House Audio 2006, ISBN 3-86604-190-X.
- Dornröschenschlaf. Sprecherin: Anna Thalbach. Süddeutsche Zeitung GmbH, München 2006. Bibliothek der Erzähler Band 4, ISBN 3-86615-361-9.

## Verfilmungen
- 1989 Kitchen, Regie: Morita Yoshimitsu
- 1990 Tsugumi, Regie: Ichikawa Jun
- 1997 Kitchen, unter dem Titel Aggie et Louie, Gemeinschaftsproduktion Japan – Hongkong, Regie: Yim Ho
- 2007 Aruzenchin Babaa, Regie: Nagao Naoki
- 2015 Asleep (白河夜船) Regie Shingo Wakagi
- 2015 There is No Lid on the Sea ("Umi no futa,") Regie: Keisuke Toyoshima
- 2020 N.P, Regie: Lisa Spilliaert[10]